# Steropodon
O Steropodon é um monotremado fóssil do período Cretáceo Inferior encontrado na Austrália. É o monotremado mais antigo que se conhece e é aparentado com os atuais ornitorrinco e equidna. O animal tinha 40 a 50 centímetros de comprimento.

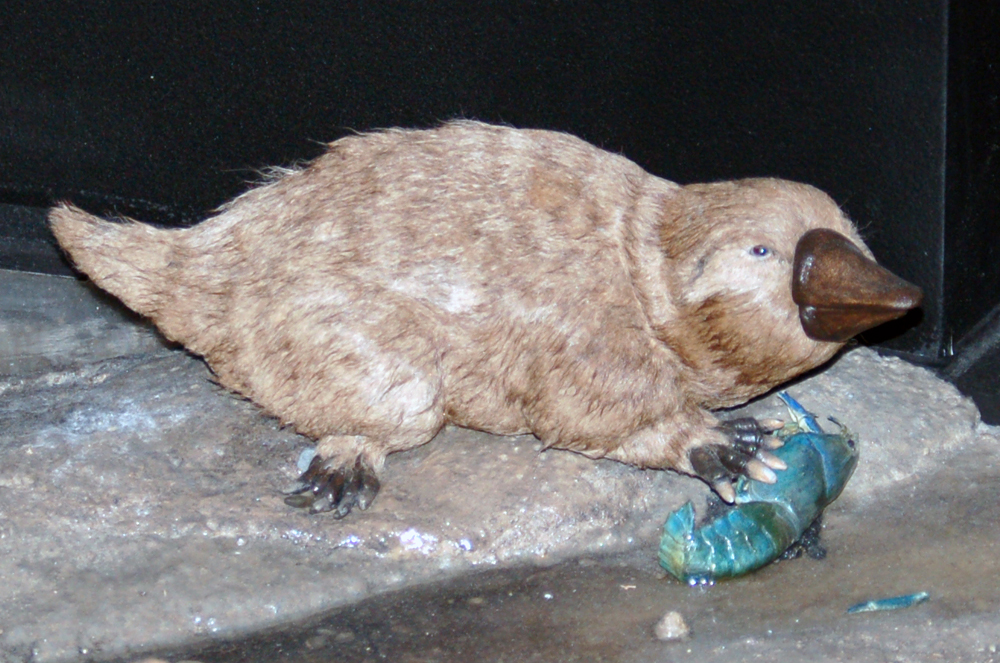
Modelo de um Steropodon galmani no Museu da Austrália, Sydney